# Alter Esselin
Alter Esselin (ur. 1889, zm. 1974) – poeta amerykański (żydowski), tworzący w języku jidysz.

## Życiorys
Alter Esselin naprawdę nazywał się Orkeh Serebrenik. Urodził się 23 kwietnia 1889 w Czernihowie w ówczesnym Imperium Rosyjskim. W wieku 16 lat przybył do Stanów Zjednoczonych. Z zawodu był cieślą. Pracował w różnych miastach. W 1925 osiadł w Milwaukee w stanie Wisconsin. Pisał w języku jidysz, wyniesionym z kraju dzieciństwa. Wydał trzy tomiki poetyckie: Knoytn (ang. Candlewicks, 1927), Unter der Last (ang. Under the Yoke, 1936) i Lider fun a Midbernik (ang. Poems of a Hermit, 1954). Publikował też w czasopismach. Tworzył nostalgiczną lirykę. Napisał też dłuższy poemat Proletarier. Zmarł 12 listopada 1974 w Milwaukee. Wiersze Altera Esselina tłumaczył na angielski jego syn Joseph. Przekład został publikowany w 1968.